# 제이미 클레이턴
제이미 클레이턴(영어: Jamie Clayton, 1978년 1월 15일)은 미국의 배우, 모델이며, 트랜스젠더 여성이다. 넷플릭스 제작 드라마 《센스8》에서 주연 '노미' 역을 맡아 연기했다.

## 출연 작품

### 영화
- 네온 데몬 (2016) - 캐스팅 디렉터 역
- 스노우맨 (2017) - 에다 역
- 헬레이저 (2022) - 핀헤드 역

### 드라마
- 센스8 시즌 2 (넷플릭스)
- 지정생존자 시즌 3 샤샤 역 (넷플릭스)